# Campionati mondiali di bob 2007
I Campionati mondiali di bob 2007, cinquantaquattresima edizione della manifestazione organizzata dalla Federazione Internazionale di Bob e Skeleton, si sono disputati dal 27 gennaio al 4 febbraio 2007 a Sankt Moritz, in Svizzera, sulla pista Olympia Bobrun St. Moritz–Celerina, il tracciato naturale sul quale si svolsero le competizioni del bob e delle skeleton ai Giochi di Sankt Moritz 1928 e di Sankt Moritz 1948 e le rassegne iridate maschili del 1931, del 1935, del 1937 (limitatamente al bob a quattro), del 1938 e del 1939 (solo bob a due), del 1947, del 1955, del 1957, del 1959, del 1965, del 1970, del 1974, del 1977, del 1982, del 1987, del 1990, del 1997 e del 2001 per entrambe le specialità maschili. La località elvetica ha quindi ospitato le competizioni iridate per la diciassettesima volta nel bob a due, per la diciottesima nel bob a quattro uomini, per la prima nel bob a due donne e per la prima assoluta nella prova a squadre, competizione che ha fatto il suo esordio iridato proprio in questa edizione.
L'edizione ha visto prevalere la Germania che ha conquistato tre medaglie d'oro sulle quattro disponibili. I titoli sono stati conquistati nel bob a due uomini da André Lange e Kevin Kuske, al loro secondo titolo nella specialità biposto, nella gara femminile dalle connazionali Sandra Kiriasis, al suo secondo oro consecutivo e Romy Logsch, mentre la prova del bob a quattro ha visto il successo dell'equipaggio svizzero guidato da Ivo Rüegg con i compagni Thomas Lamparter, Beat Hefti e Cédric Grand, che riportano una compagine elvetica al vertice della specialità regina dopo 14 anni. Anche questa edizione dei mondiali, come ormai da prassi iniziata nella rassegna di Schönau am Königssee 2004, si è svolta contestualmente a quella di skeleton e insieme agli atleti di quest'ultima disciplina è stato assegnato per la prima volta il titolo nella prova a squadre che ha visto trionfare la squadra tedesca formata dalle coppie Sandra Kiriasis/Berit Wiacker e Karl Angerer/Marc Kühne e dagli skeletonisti Monique Riekewald e Frank Kleber.

## Risultati

### Bob a due uomini
La gara si è svolta il 27 e il 28 gennaio nell'arco di quattro manches ed hanno preso parte alla competizione 30 compagini in rappresentanza di 18 differenti nazioni. Campioni uscenti erano i canadesi Pierre Lueders, in questa occasione giunto quinto al traguardo con David Bissett, e Lascelles Brown, non presente alla competizione. Il titolo è stato pertanto vinto dai tedeschi André Lange e Kevin Kuske, campioni olimpici in carica a Torino 2006 e già iridati quattro anni prima a Lake Placid 2003, davanti alla coppia elvetica composta da Ivo Rüegg e Tommy Herzog e a quella italiana formata da Simone Bertazzo e Samuele Romanini, tutti alla loro prima medaglia mondiale.
| Pos. | Atleti                              | Nazione       | Tempo   | Distacco |
| ---- | ----------------------------------- | ------------- | ------- | -------- |
|      | André Lange Kevin Kuske             | Germania I    | 4:26.62 |          |
|      | Ivo Rüegg Tommy Herzog              | Svizzera I    | 4:26.81 | +0.19    |
|      | Simone Bertazzo Samuele Romanini    | Italia I      | 4:27.28 | +0.66    |
| 4    | Steven Holcomb Brock Kreitzburg     | Stati Uniti I | 4:27.50 | +0.88    |
| 5    | Daniel Schmid Thomas Lamparter      | Svizzera II   | 4:27.61 | +0.99    |
| 6    | Wolfgang Stampfer Martin Lachkovics | Austria I     | 4:28.15 | +1.53    |
| 7    | Pierre Lueders David Bissett        | Canada I      | 4:28.24 | +1.62    |
| 8    | Dmitrij Abramovič Roman Orešnikov   | Russia II     | 4:28.83 | +2.21    |
| 9    | Ivo Danilevič Roman Gomola          | Rep. Ceca I   | 4:28.91 | +2.29    |
| 10   | Jürgen Loacker Johannes Wipplinger  | Austria II    | 4:29.34 | +2.72    |

### Bob a due donne
La gara si è svolta il 2 e il 3 febbraio nell'arco di quattro manches ed hanno preso parte alla competizione 24 compagini in rappresentanza di 14 differenti nazioni. Campione mondiale uscente e campione olimpico in carica a Torino 2006 era l'equipaggio tedesco composto da Sandra Kiriasis e Anja Schneiderheinze, di cui la Kiriasis si è riconfermata campionessa dopo Calgary 2005 ma stavolta con la frenatrice Romy Logsch mentre la Schneiderheinze ha tagliato il traguardo in quarta posizione pilotata da Susi-Lisa Erdmann; al secondo posto si piazzarono le connazionali Cathleen Martini (già bronzo a Winterberg 2003) e Janine Tischer davanti alle statunitensi Shauna Rohbock e Valerie Fleming, alla loro prima medaglia iridata.
| Pos. | Atleti                                         | Nazione        | Tempo   | Distacco |
| ---- | ---------------------------------------------- | -------------- | ------- | -------- |
|      | Sandra Kiriasis Romy Logsch                    | Germania II    | 4:33.84 |          |
|      | Cathleen Martini Janine Tischer                | Germania I     | 4:35.89 | +2.05    |
|      | Shauna Rohbock Valerie Fleming                 | Stati Uniti I  | 4:36.27 | +2.43    |
| 4    | Susi-Lisa Erdmann Anja Schneiderheinze-Stöckel | Germania III   | 4:36.41 | +2.57    |
| 5    | Maya Bamert Annegret Dietrich                  | Svizzera I     | 4:36.59 | +2.75    |
| 6    | Helen Upperton Jennifer Ciochetti              | Canada I       | 4:36.80 | +2.96    |
| 7    | Sabina Hafner Katharina Sutter                 | Svizzera II    | 4:37.71 | +3.87    |
| 8    | Erin Pac Emily Azevedo                         | Stati Uniti II | 4:38.13 | +4.29    |
| 9    | Alevtina Kovalenko Ol'ga Fëdorova              | Russia II      | 4:38.55 | +4.71    |
| 10   | Eline Jurg Urta Rozenstruik                    | Paesi Bassi I  | 4:38.61 | +4.77    |

### Bob a quattro
La gara si è svolta il 3 e il 4 febbraio nell'arco di quattro manches ed hanno preso parte alla competizione 24 compagini in rappresentanza di 15 differenti nazioni. Campione mondiale in carica era il quartetto tedesco composto da André Lange, René Hoppe, Kevin Kuske e Martin Putze, giunto terzo in questa occasione con gli stessi componenti. Il titolo è stato pertanto conquistato dalla formazione di casa guidata da Ivo Rüegg, Thomas Lamparter, Beat Hefti e Cédric Grand, tutti al primo oro mondiale e riportando la Svizzera in vetta alla specialità regina a 14 anni dall'ultimo trionfo della formazione capitanata da Gustav Weder che vinse ad Igls nel 1993. Al secondo posto si è piazzata la compagine canadese guidata da Pierre Lueders con Ken Kotyk, David Bissett e Lascelles Brown.
| Pos. | Atleti                                                            | Nazione        | Tempo   | Distacco |
| ---- | ----------------------------------------------------------------- | -------------- | ------- | -------- |
|      | Ivo Rüegg Thomas Lamparter Beat Hefti Cédric Grand                | Svizzera I     | 4:20.86 |          |
|      | Pierre Lueders Ken Kotyk David Bissett Lascelles Brown            | Canada I       | 4:21.09 | +0.23    |
|      | André Lange René Hoppe Kevin Kuske Martin Putze                   | Germania I     | 4:21.10 | +0.24    |
| 4    | Steven Holcomb Pavle Jovanovic Steve Mesler Brock Kreitzburg      | Stati Uniti I  | 4:21.12 | +0.26    |
| 5    | Lee Johnston Steven Smith Allyn Condon Dan Money                  | Regno Unito I  | 4:21.63 | +0.77    |
| 6    | Evgenij Popov Roman Orešnikov Dmitrij Trunenkov Dmitrij Stëpuškin | Russia I       | 4:21.80 | +0.94    |
| 7    | Jānis Miņins Daumants Dreiškens Ainārs Podnieks Reinis Rozītis    | Lettonia I     | 4:22.11 | +1.25    |
| 8    | Martin Galliker Mario Von Arx Christian Aebli Jürg Egger          | Svizzera II    | 4:22.44 | +1.58    |
| 9    | Neil Scarisbrick John James Jackson Karl Johnston Richard Sharman | Regno Unito II | 4:22.78 | +1.92    |
| 10   | Patrice Servelle Jeffrey Tocant Sébastien Gattuso Petr Narovec    | Monaco I       | 4:22.89 | +2.03    |

### Gara a squadre
La gara si è svolta il 1º febbraio 2007 e ogni squadra nazionale ha potuto prendere parte alla competizione con una formazione; nello specifico la prova ha visto la partenza di uno skeletonista, di un equipaggio del bob a due femminile, di una skeletonista e di un equipaggio del bob a due maschile per ognuna delle 7 formazioni, che hanno gareggiato ciascuna in una singola manche; la somma totale dei tempi così ottenuti ha laureato campione la squadra tedesca di Frank Kleber, Sandra Kiriasis, Berit Wiacker, Monique Riekewald, Karl Angerer e Marc Kühne davanti alla compagine statunitense composta da Eric Bernotas, Erin Pac, Emily Azevedo, Noelle Pikus-Pace, Mike Kohn e Curtis Tomasevicz ed a quella svizzera formata da Gregor Stähli, Sabina Hafner, Katharina Sutter, Maya Pedersen, Ivo Rüegg e Thomas Lamparter.
| Pos. | Squadra     | Atleti | Tempo   | Distacco |
| ---- | ----------- | --- | ------- | -------- |
|      | Germania    | Frank Kleber Sandra Kiriasis / Berit Wiacker Monique Riekewald Karl Angerer / Marc Kühne                      | 4:43.04 |          |
|      | Stati Uniti | Eric Bernotas Erin Pac / Emily Azevedo Noelle Pikus-Pace Mike Kohn / Curtis Tomasevicz                        | 4:43.21 | +0.17    |
|      | Svizzera    | Gregor Stähli Sabina Hafner / Katharina Sutter Maya Pedersen Ivo Rüegg / Thomas Lamparter                     | 4:43.72 | +0.68    |
| 4    | Canada      | Paul Boehm Amanda Stepenko / Jaime Cruickshank Amy Gough Lyndon Rush / Rob Gray                               | 4:45.18 | +2.14    |
| 5    | Russia      | Sergej Čudinov Alevtina Kovalenko / Jana Vinochodova Ekaterina Mironova Dmitrij Abramovič / Aleksej Andrjunin | 4:46.62 | +3.58    |
| 6    | Lettonia    | Tomass Dukurs Aiva Aparjode / Anita Kozica Undīne Vītola Mihails Arhipovs / Intars Dambis                     | 4:47.80 | +4.76    |
| 7    | Italia      | David Mair Jessica Gillarduzzi / Carola Mellano Teresita Bramante Andreas Mayrl / Matteo Torchio              | 4:52.95 | +9.91    |

## Medagliere
| Posizione | Nazione     | Oro | Argento | Bronzo | Totale |
| --------- | ----------- | --- | ------- | ------ | ------ |
| 1         | Germania    | 3   | 1       | 1      | 5      |
| 2         | Svizzera    | 1   | 1       | 1      | 3      |
| 3         | Stati Uniti | 0   | 1       | 1      | 2      |
| 4         | Canada      | 0   | 1       | 0      | 1      |
| 5         | Italia      | 0   | 0       | 1      | 1      |
| Totale    | Totale      | 4   | 4       | 4      | 12     |